# The Key
The Key ist das neunte Studioalbum des US-amerikanischen Country-Musikers Vince Gill. Es erschien am 11. August 1998 unter dem Label MCA Nashville und war Gills erstes Nummer-eins-Album in den US-Country-Albumcharts.

## Titelliste
1. Don’t Come Cryin’ to Me (Gill, Reed Nielsen) – 3:06 feat. Dawn Sears
2. If You Ever Have Forever in Mind (Gill, Troy Seals) – 4:38
3. I Never Really Knew You (Gill) – 2:14
4. Kindly Keep It Country (Gill) – 3:09
5. All Those Years (Gill) – 3:57
6. I’ll Take Texas (Clint Black, Hayden Nicholas) – 2:05
7. My Kind of Woman/My Kind of Man (Gill) – 3:53 feat. Patty Loveless
8. There’s Not Much Love Here Anymore (Gill) – 3:28
9. Let Her In (Gill) – 3:03
10. The Hills of Caroline (Gill) – 4:44
11. Live to Tell It All (Gill, Sonya Isaacs) – 3:36
12. What They All Call Love (Gill) – 3:20
13. The Key to Life (Gill) – 4:02

## Produktion
- Produzent: Tony Brown
- Mastering: Denny Purcell
- Mischung: Chuck Ainlay, Tim Coyle, Chris Davie, Todd Gunnerson, Mark Ralston

## Rezeption und Charts
Kritiker Thom Jurek der Musikwebsite Allmusic bezeichnete das Album als eine von Gills feinsten Aufnahme. Er vergab 4,5 der fünf möglichen Bewertungseinheiten. Gary Dretzka der Chicago Tribune vermerkte zum Album, dass es das sei, was Nashville ausmache, aber nicht mehr. Kritikerin Alanna Nash von Entertainment Weekly vergab das Prädikat „A“ für das Album. Das Album erreichte Platz eins der Billboard Country-Albumcharts und platzierte sich auf Rang elf der Billboard 200. In Kanada belegte das Album Rang zwei der Country-Charts und Platz 25 der RPM-Album-Charts. Die Singleauskopplung If You Ever Have Forever in Mind erreichte Platz eins der kanadischen Country-Single-Charts. Die drei anderen Singles belegten dagegen mittlere Plätze in den Vereinigten Staaten und Kanada. In den USA wurde das Album mit einer Platin-Schallplatte und in Kanada mit „Gold“ ausgezeichnet.

## Verkaufszahlen
| Land               | Verband      | Zertifikation | Verkäufe   |
| Kanada             | Music Canada | Gold          | +50.000    |
| Vereinigte Staaten | RIAA         | Platin        | +1.000.000 |